# Matobosaurus
Matobosaurus – rodzaj jaszczurek z podrodziny Gerrhosaurinae w obrębie rodziny tarczowcowatych (Gerrhosauridae).

## Zasięg występowania
Rodzaj obejmuje gatunki występujące w Afryce Południowej (Malawi, Zambia, Angola, Namibia, Botswana, Zimbabwe, Mozambik, Eswatini i Południowa Afryka). 

## Systematyka
Rodzaj zdefiniowała w 2013 roku para południowoafrykańskich herpetologów Michael F. Bates i Krystal A. Tolley w artykule poświęconym rewizji taksonomicznej rodzaju Gerrhosaurus wraz z opisem dwóch nowych rodzajów opublikowanym w czasopiśmie Zootaxa. Gatunkiem typowym jest (oryginalne oznaczenie) Matobosaurus validus.

### Etymologia
Matobosaurus: ndebele matobo „łyse głowy”, tj. gładkie „whaleback dwalas” powstałe, gdy granit jest wypychany na powierzchnię; gr. σαυρος sauros ‘jaszczurka’.

### Podział systematyczny
Do rodzaju należą następujące gatunki: 
- Matobosaurus maltzahni (De Grys, 1938)
- Matobosaurus validus (Smith, 1849)